# ريتشارد إل. إيفانز
ريتشارد إل. إيفانز (بالإنجليزية: Richard L. Evans)‏ هو مقدم برامج إذاعية وكاتب أمريكي، ولد في 23 مارس 1906 في سولت ليك في الولايات المتحدة، وتوفي بنفس المكان في 1 نوفمبر 1971.

## وصلات خارجية
- ريتشارد إل. إيفانز على موقع IMDb (الإنجليزية)